# Gesnerieae
Tribu
Les Gesnerieae est une tribu de plantes à fleurs de la famille des Gesneriaceae et de la sous-famille des Gesnerioideae.
Le genre type de la sous-famille est Gesneria L.

## Liste des sous-tribus
Columneinae – Gesneriinae – Gloxiniinae – Ligeriinae – Sphaerorrhizinae

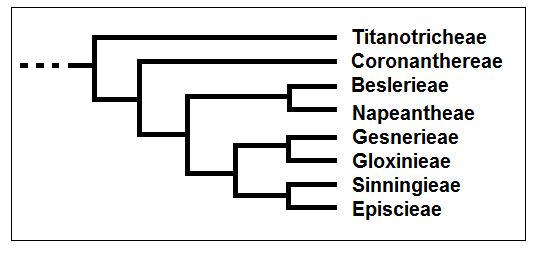
Cladogramme de la sous-famille des Gesnerioideae.

## Publication originale
- Dumortier B.-C., 1829. Analyse des Familles de Plantes: avec l'indication des principaux genres qui s'y rattachent. 104 pp., Tournay, J. Casterman. page. : 30.